# Non liquet
Nel diritto romano, non liquet (alla lettera, non è chiaro) nel processo formulare è la pronuncia con la quale il giudice anziché decidere, per una incertezza nel diritto (quale una lacuna) o nella ricostruzione dei fatti, rinviava ad altro giudice. Secondo una diversa interpretazione con il non liquet il giudice esprimeva la necessità di un supplemento d'istruttoria.
Nel diritto italiano moderno, il giudice è tenuto a emettere la sentenza a favore di uno o dell'altro dei contendenti, sulla base dell'onere della prova. Se l'attore non riesce a provare le proprie asserzioni il giudice deve respingere le sue pretese mentre non è possibile ricorrere a un non liquet.
Nel diritto internazionale, la formula indica il caso in cui un organo, soprattutto la Corte internazionale di giustizia, non può risolvere una controversia a causa della mancanza di fonti a cui fare riferimento.